# Червоновуха черепаха поперечна
Червоновуха черепаха поперечна (Trachemys decussata) — вид черепах з роду Червоновухі черепахи родини Прісноводні черепахи. Має 2 підвиди. Інша назва «кубинська червоновуха черепаха».

## Опис
Загальна довжина карапаксу досягає 27—39 см. Спостерігається статевий диморфізм: самиці більші за самців. Голова середнього розміру. Рило тупе і округле. Шия досить довга. Карапакс широкий, плаский, овальної форми, видовжений, з невеликим кілем. На карапаксі є численні зморшки. Задня частина загострена. Пластрон видовжений, плаский. У самців довгі пазурі, довгі й товсті хвости.
Голова зелена або оливково—коричнева з жовтими смугами. З боків голови є 2—3 смуги і ще одна йде від кута рота до шиї. Щелепи жовті або бліді, шия, кінцівки і хвіст з жовтими смугами. Колір карапаксу коливається від коричневого, оливково—коричневого до зеленого. Візерунок зі світлих кіл з темною точною в центрі видно тільки у молодих черепах. Забарвлення пластрону жовте з темним малюнком з плям, який являє собою поперечини. Звідси походить назва цієї черепахи.
Підвиди розрізняються за малюнком та карапаксом. У trachemys decussata decussata карапакс широкий, подовжений, плаский або куполоподібний. Шкіра забарвлена у зелені або оливкові кольори. Малюнок пластрона темний і тягнеться уздовж швів. У trachemys decussata angusta сірувато—коричневе забарвлення, карапакс подовжений і помірно куполоподібний.

## Спосіб життя
Полюбляє болота та озера, рівнинні струмки і річки з м'яким ґрунтом й рясною рослинністю. Часто засмагає на березі. Харчується рибою, ракоподібними, комахами, водними рослинами.
Під час залицяння, самці пливуть перед самицею задом наперед і лоскочуть своїми довгими кігтями її морду. Відкладання яєць відбувається з квітня по липень. У кладці 6—18 яєць. Інкубаційний період триває 60—80 днів. Новонароджені черепашенята з'являються у липні—вересні. Розмір їх від 31 до 33,5 см, у них добре помітно медіальний кіль, вони яскравіше забарвлені, ніж дорослі особини.

## Розповсюдження
Мешкає на островах Куба, Пінос, Великий Кайман й Кайман-Брак.

## Підвиди
- Trachemys decussata decussata
- Trachemys decussata angusta